# Peruanisch-Ecuadorianischer Krieg

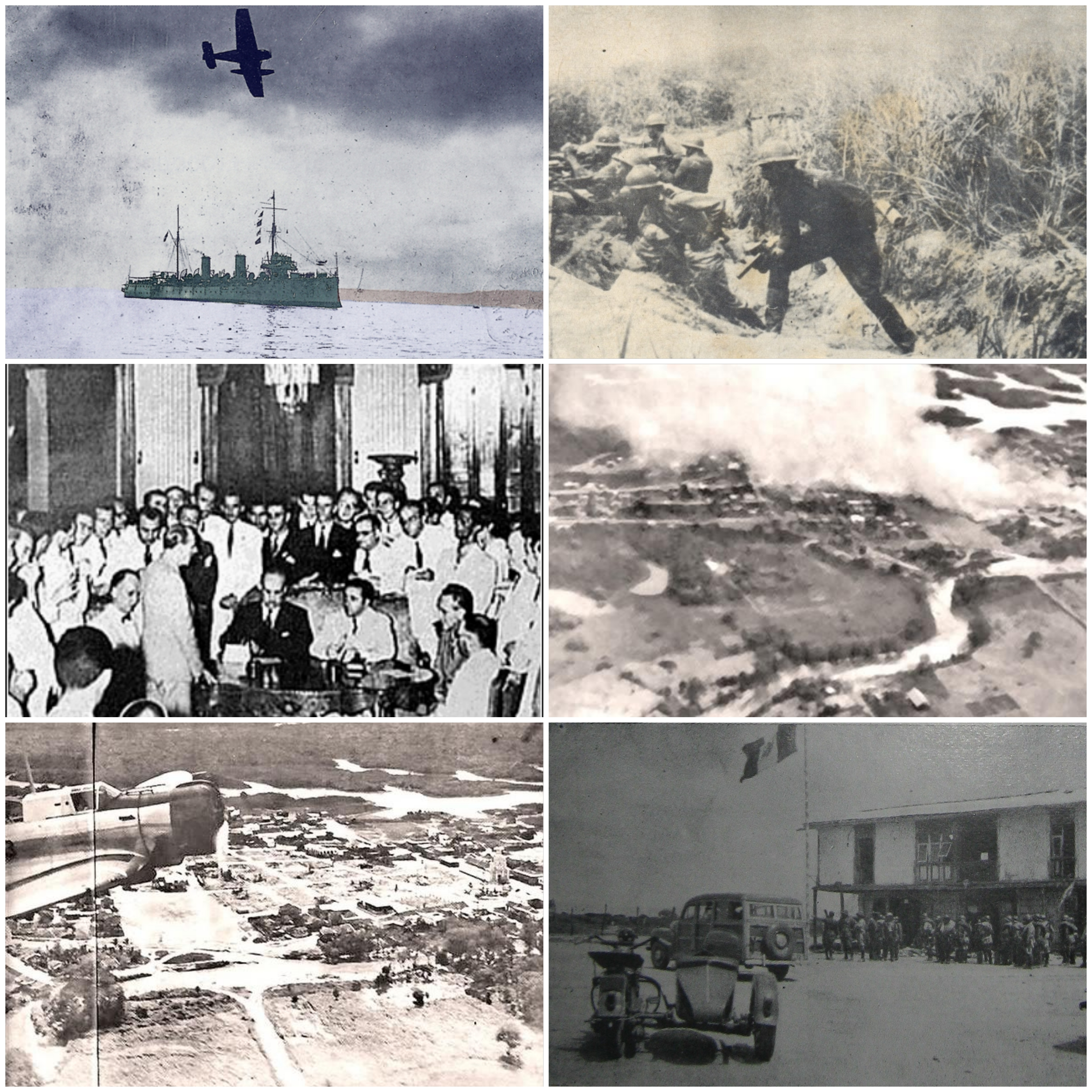
Fotos während des Ecuadorianisch-Peruanischen Krieges.

Als Peruanisch-Ecuadorianischer Krieg werden die kriegerischen Auseinandersetzungen in Grenzgebieten der südamerikanischen Staaten Peru und Ecuador im Juli 1941 bezeichnet.

## Hintergrund
Zwischen Peru und Ecuador kam es mehrfach zu Grenzkonflikten. Grund war die Nichtanerkennung eines Dekrets des spanischen Königs Karl IV. von 1802 durch die unabhängig gewordenen Staaten Großkolumbien bzw. Ecuador bei der Festlegung ihrer Grenze zu Peru in den Jahren 1829/30. Das Dekret hatte die seit 1739 zur Real Audiencia de Quito (Ecuador) des Vizekönigreichs Neugranada (Großkolumbien) gehörende Amazonas-Provinz Maynas (in etwa heutige Region Loreto, Peru) wieder dem Vizekönigreich Peru zugewiesen, da von Bogotá bzw. Quito keine direkte Herrschaftsausübung über das Gebiet möglich war. Bezüglich dieser Gebiete im Amazonas-Tiefland, die etwa zwei Drittel des nominalen Territoriums Ecuadors ausmachten, kam es im gesamten Verlauf des 19. Jahrhunderts zu keiner Einigung über die Grenzziehung. Ecuador berief sich darauf, dass von Quito aus in der Gonzalo-Pizarro-Expedition der Amazonas entdeckt worden sei und bestand auf einem autonomen Zugang zu diesem Strom. Wiederholt wurden Übereinkommen ausgearbeitet, die aber jeweils von einer Seite entweder nicht ratifiziert oder bald widerrufen wurden. Im Protokoll von Castro Oyanguren-Ponce (1924), das in der Akte von Lima (1936) präzisiert wurde, einigten sich beide Länder infolge von Grenzscharmützeln in den Jahren 1903 bis 1905 und diversen auswärtigen Vermittlungsversuchen auf einen aus den kontrollierten Gebieten und Minimalforderungen beider Länder bestehenden Status quo, der sich vor allem an naturräumlichen Grenzen wie Flüssen und Gebirgsketten orientierte. Darin wurden weitgehend die im Dekret von 1802 dem Vizekönigreich Peru unterstellten Gebiete, die Ecuador nicht effektiv kontrolliert hatte, bei Peru belassen.
Zwei Schlüsselpunkte des Status quo bildeten der Fluss Zarumilla an der Pazifikküste im Westen und die subandine Cordillera del Cóndor und der Fluss Cenepa im Amazonasgebiet im Osten.
Die Grenzziehung beim Zarumilla bereitete immer wieder Probleme, da sich der Flusslauf änderte. An der Cordillera del Cóndor kam es wiederholt zu Konflikten, da die Grenzziehungen die Struktur der Gebirgsfalten nicht eindeutig berücksichtigten und so zu unterschiedlichen Interpretationen des Grenzverlaufs Anlass gaben.
Da der Status quo von 1936 das nominale Staatsgebiet Ecuadors um zwei Drittel verkleinerte und der geforderte eigene Zugang zum Amazonas entfiel, war besonders Ecuador mit dem Grenzverlauf unzufrieden. 1941 entwickelte sich der Konflikt schließlich zu einem Grenzkrieg. Nach Beginn des Zweiten Weltkrieges hatte Peru mit dem Argument, die eigene Souveränität wirkungsvoller schützen zu wollen, seine Armee mit US-Waffen aufgerüstet. Ecuador sah darin jedoch einen feindlichen Akt. Die Regierungen von Brasilien, Argentinien und den USA versuchten zu vermitteln, scheiterten jedoch.

## Verlauf

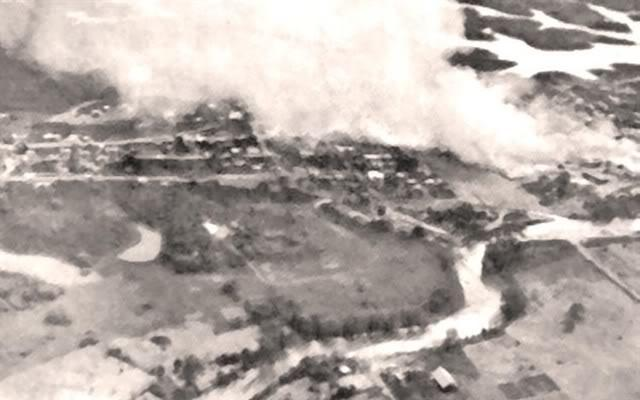
Peruanische Bombardierung der ecuadorianischen Stadt Arenillas.

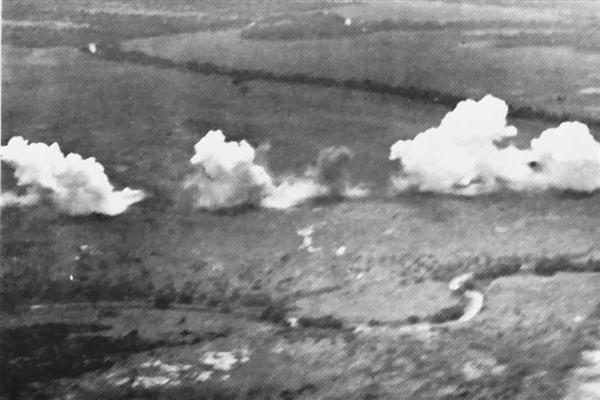
Bombardierung Ecuadors durch peruanische Flugzeuge.

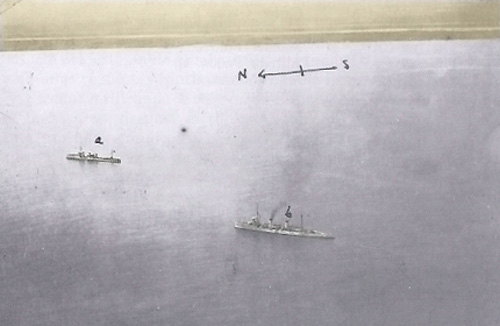
Peruanische Schiffe während der Blockade der ecuadorianischen Küste.

Am 5. Juli 1941 kam es zu kriegerischen Handlungen am Río Zarumilla. Es ist unklar, wer die Schießerei auslöste. Beide Seiten waren der Ansicht, sich auf ihrem jeweiligen Staatsgebiet zu befinden, und sahen den anderen als Aggressor. Die Peruaner erzielten auf Grund der moderneren Armee Geländegewinne und eroberten die ecuadorianische Provinz El Oro. Während eines Angriffs der peruanischen Luftwaffe auf ecuadorianische Truppen bei Quebrada Seca (etwa 35 km südöstlich von Machala) am 23. Juli 1941 wurde der peruanische Kriegsheld und Pilot José Abelardo Quiñones getötet. Am 31. Juli schritten aber die Vermittlungsmächte Brasilien, Argentinien und die USA ein und zwangen beide Staaten, ihre Streitkräfte 15 km von der umstrittenen Grenze zurückzuziehen. Die Vermittlungsmächte hatten Grund zur Eile, denn in den Grenzkrieg waren zwar nur ein paar Tausend Soldaten verwickelt, sowohl Peru als auch Ecuador hatten jedoch bereits die Generalmobilmachung angeordnet. Dennoch kam es auch in der ersten Augusthälfte noch zu örtlichen Angriffen, Gegenangriffen und Schusswechseln.
Am 2. Oktober wurde in der ecuadorianischen Hafenstadt Talara ein Waffenstillstand geschlossen. Bei einer Konferenz der USA mit mehreren südamerikanischen Staaten vom 15. bis zum 28. Januar 1942 in Rio de Janeiro drängten die USA auf Unterstützung in ihrem Krieg gegen die Achsenmächte. Dabei störte der ungelöste Konflikt zwischen Peru und Ecuador. Die USA setzten deshalb eine vertragliche Regelung durch (Protokoll von Rio de Janeiro). Das strittige Gebiet wurde Peru zuerkannt. Bis zum 12. Februar 1942 zogen sich die peruanischen Truppen aus den besetzten ecuadorianischen Landstrichen zurück.
Das Protokoll von Rio de Janeiro beendete die Grenzstreitigkeiten allerdings nicht endgültig, es kam 1980 erneut zu einem Grenzkrieg sowie 1995 zum Cenepa-Krieg.